# بيلي كوك (مجرم)
بيلي كوك (بالإنجليزية: Billy Cook) هو قاتل فترة أمريكي، ولد في 23 ديسمبر 1928 في جوبلن في الولايات المتحدة، وتوفي في 12 ديسمبر 1952 في سجن سان كوينتن في الولايات المتحدة.